# Vallorbe
Vallorbe – miejscowość i gmina (commune) w zachodniej Szwajcarii, w kantonie Vaud, w okręgu (district) Jura-Nord vaudois. Leży nad rzeką Orbe. 

## Demografia
W Vallorbe mieszka 3907 osób. W 2021 roku 31,1% populacji gminy stanowiły osoby urodzone poza Szwajcarią.

## Transport
Przez teren gminy przebiegają drogi główne nr 9 i nr 132.